# گوسپینی
گوسپینی (به ایتالیایی: Guspini) یک کومونه در ایتالیا است که در استان مدیو کامپیدانو واقع شده‌است.

## خصوصیات
گوسپینی ۱۷۴٫۷۳ کیلومترمربع مساحت و ۱۲٬۰۲۲ نفر جمعیت دارد و ۱۲۶ متر بالاتر از سطح دریا واقع شده‌است.